# Microtylostylifer
Microtylostylifer is een geslacht van sponsdieren uit de klasse van de Demospongiae (gewone sponzen).

## Soorten
- Microtylostylifer anomalus Dendy, 1924
- Microtylostylifer aruensis (Hentschel, 1912)
- Microtylostylifer partida Dickinson, 1945